# Villa panisca
Villa panisca – gatunek muchówki z rodziny bujankowatych i podrodziny Exoprosopinae. Zamieszkuje palearktyczną część Eurazji.

## Taksonomia
Gatunek ten opisany został po raz pierwszy w 1790 roku przez Pietro Rossiego pod nazwą Bibio paniscus. Jako miejsce typowe wskazano Włochy.

## Morfologia
Muchówka o ciele długości od 11 do 15 mm i czarnym oskórku. Niemal kulista głowa ma czarne włoski na czole i dominujące jaskrawe owłosienie na twarzy. Tułów jest krótki, lekko wypukły na przedzie i wyraźnie spłaszczony z tyłu.  Ubarwienie przezmianek jest znacznie jaśniejsze niż odnóży. Tegule u samca mają wyłącznie łuski o ciemnym zabarwieniu. Skrzydła są przezroczyste z brunatnym do czarnego przyciemnieniem nasady i przedniej krawędzi, obejmującym komórkę kostalną i pierwszą komórkę bazalną. Płat analny skrzydła jest wąski. Odwłok jest krótki i szeroki. U samca odwłok jest całkiem czarny, pozbawiony jasnych łusek zarówno na tergitach jak i na sternitach. Części środkowe tergitów piątego i szóstego u samca są czarno owłosione, a na ich bokach rosną kępki czarnych włosków. Samica ma na tergitach odwłokowych przepaski z białawych lub żółtych łusek; przepaska na przedniej krawędzi tergitu czwartego jest najszersza, często podzielona pośrodku, ale obejmuje tylko przednią jego połowę; przepaska na tergicie drugim jest węższa; na tergicie trzecim jasnych łusek brak jest zupełnie. Tergity piąty i szósty u samicy mają po bokach kępki srebrnobiałych włosków, a w narożach kępki długich włosków czarnych, które kontrastują ze sobą. Wierzchołek odwłoka u samicy ma wieniec długich, zakrzywionych szczecinek.

## Ekologia i występowanie
Owad ten zasiedla ciepłe i otwarte stanowiska. Larwy są parazytoidami gąsienic motyli z rodziny sówkowatych. Owady dorosłe żerują na nektarze i chętnie odpoczywają na nasłonecznionych powierzchniach. Latają od czerwca do sierpnia.
Gatunek palearktyczny. W Europie znany jest z Portugalii, Hiszpanii, Irlandii, Wielkiej Brytanii, Francji, Belgii, Holandii, Luksemburga, Niemiec, Szwajcarii, Austrii, Włoch, Malty, Danii, Szwecji, Norwegii, Finlandii, Estonii, Łotwy, Litwy, Polski, Czech, Słowacji, Węgier, Białorusi, Ukrainy, Mołdawii, Rumunii, Bułgarii, Słowenii, Chorwacji, Bośni i Hercegowiny, Serbii, Czarnogóry, Albanii, Macedonii Północnej, Grecji oraz europejskiej części Rosji. W Azji znany jest z Turcji, Gruzji, Armenii, Azerbejdżanu, Mongolii, Chin oraz północnoindyjskich stanów Arunachal Pradesh, Himachal Pradesh, Tamilnadu i Uttar Pradesh. Z Polski podawany jest z zachodniej i południowej części kraju.